# Strange Days
1967 végén a The Doors amerikai zenekar jelentette meg a Strange Days című albumot. Sokan ezt tartják az együttes egyik legjobb albumának. Az album tartalmazza a Strange Days, People Are Strange és Love Me Two Times című dalokat. A When The Music's Over egy epikus költemény, amit leginkább a híres The End című számhoz lehet hasonlítani.
A Moonlight Drive volt az első szám, amit Jim Morrison a The Doors számára írt. A szám demó verzióját már 1965-ben felvették, majd 1966-ban újra rögzítették az első albumukhoz (The Doors). A végső változat 1967-ben készült el és ezen az albumon jelent meg.
Az albumból áradó misztikus és rejtélyes légkört sokszor a Carmina Burana-hoz hasonlítják.

## Számlista
az összes dalt a The Doors írta és játssza (John Densmore, Robby Krieger, Ray Manzarek, Jim Morrison)
1. Strange Days – 3:09
2. You're Lost Little Girl – 3:03
3. Love Me Two Times – 3:16
4. Unhappy Girl – 2:00
5. Horse Latitudes – 1:35
6. Moonlight Drive – 3:04
7. People Are Strange – 2:12
8. My Eyes Have Seen You – 2:29
9. I Can't See Your Face in My Mind – 3:26
10. When the Music’s Over – 10:59